# Jauge internationale

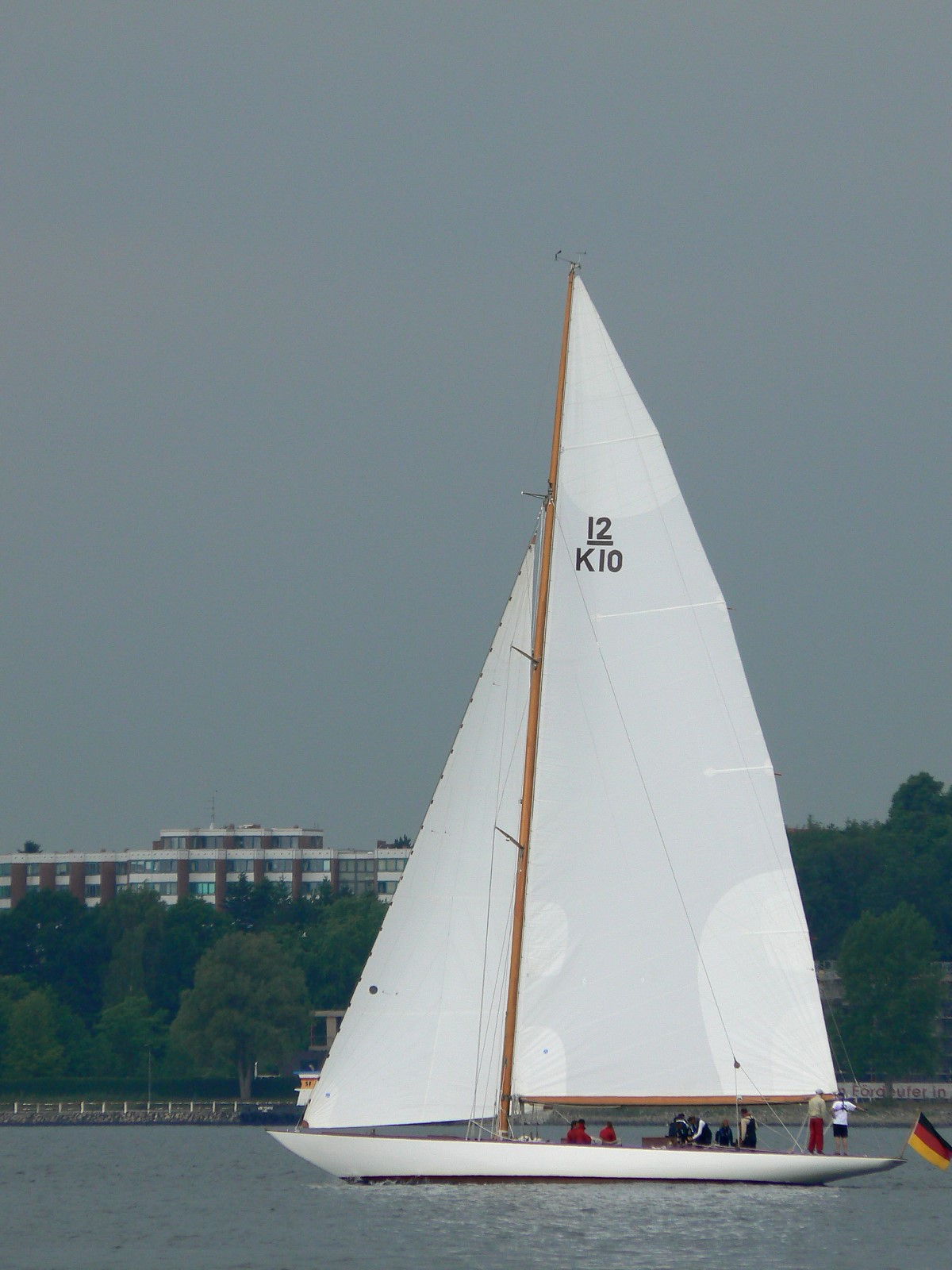
Trivia, 12 Mètres JI ou 12 mR, de Jauge internationale

La Jauge internationale, ou jauge métrique (metre rule), est une jauge de course internationale élaborée en 1906, permettant d'évaluer les performances des voiliers de compétition.
Elle est basée sur une formule ayant subi deux modifications en 1919 et 1935, donnant aux voiliers une longueur théorique traduisant leur vitesse potentielle, exprimée en mètres, calculée à partir de certaines caractéristiques du bateau.
Elle a permis au début du XXe de créer des classes de quillards de course pouvant régater en temps réel à condition de respecter certaines restrictions. Ces voiliers sont identifiables, malgré les variantes d'appellation, par le nom donné à leur classe, comme pour les 6 Metre JI (ou 6 Metre, 6mJI, 6 Meter, 6 mR) qui ne font cependant pas six mètres de long, mais environ onze mètres de longueur hors-tout et sept mètres de longueur de flottaison.
La Jauge internationale a été adoptée pour les Jeux olympiques de Londres en 1908, et pour la Coupe de l'America entre 1958 et 1987 avec les 12 Metre ayant remplacé les Classe J qui suivaient les règles de la Jauge universelle.
L'histoire de la Jauge internationale est liée à celle de la Fédération internationale de voile, l'International Yacht Racing Union, l'IYRU, renommée ISAF en 1996.

## Historique de la Jauge internationale
À la fin du XIXe les jauges de course utilisées sont : le Thames Measurement et le Linear Rating au Royaume-Uni, la Seawanhaka Rule  aux États-Unis, en Europe continentale la jauge Godinet donnant des classes de voiliers en tonneaux.
Les régates entre clubs nautiques d'une même nation, et lors de confrontations entre voiliers de nations différentes, posent systématiquement un problème d'évaluation (de rating) des capacités de vitesses comparées des bateaux en course, les critères d'évaluation étant différents d'un plan d'eau à l'autre. Le besoin d'une nouvelle jauge acceptée par tous se fait sentir. La monotypie, permettant à des petits voiliers, les dériveurs, de naviguer à armes égales, se développe parallèlement.
Une première réunion de Yacht clubs, le Yachting Congress est organisée par le Royal Victoria Yacht Club le 1er juin 1868. Elle est suivie par 23 représentants de 14 clubs. Ce groupe examine à nouveau et adopte un ensemble de règles le 4 mars 1869. Publié dans le presse spécialisée et critiqué, ce projet de règlement est abandonné.
En 1881 un nouveau règlement, appliqué aux régates se déroulant sur les eaux britanniques, est mis au point par le Royal Thames Yacht Club, le Royal Yacht Squadron, la Yacht Racing Association et le New Thames Yacht Club. 
Pendant ce temps là, en 1903, l'architecte naval Nathanael Herreshoff élabore la Jauge universelle, Universal Rule, aux États-Unis. Elle est utilisée pour les fameux Classe J de la Coupe de l'America.
En juin 1906, à Londres, la Metre Rule, ou Jauge internationale, est adoptée, à l'initiative de la Yacht Racing Association et du Yacht club de France, par les autres participants européens du congrès qui fondent simultanément l'International Yacht Racing Union. 
Les Jeux olympiques de Londres de 1908, avec les voiliers des classes 6, 7, 8, 12 et 15 Metre, cette dernière classe n'ayant réuni aucun concurrent, voient les débuts de régates internationales avec des voiliers à la Jauge internationale.
La Jauge internationale n'est adoptée pour la Coupe de l'America qu'à partir de 1958. Les Classe J, de la classe notée J dans la Jauge universelle, et d'environ 40 mètres de long sont remplacés par des voiliers d'environ 21 mètres, les 12 Metre JI, ou 12 mR de la Metre rule, appelée en français Jauge internationale. 
Bien que très similaires, les règles de course de l'IYRU,  (ISAF depuis ) et celles de la North American Yacht Racing Union ne deviennent strictement communes qu'en 1960.

## Les fondements de la Jauge internationale

12 mJI suivant la jauge de 1907. Le gréement reste en voile à corne jusqu'en 1928.

La Jauge internationale permet, comme la Jauge universelle, à l'aide d'une formule, plus précisément d'une équation mathématique, de déterminer un rating, soit une longueur en mètres pour chaque voilier pour la Jauge internationale, en pieds pour la Jauge universelle. Cette longueur correspond à un potentiel de vitesse dépendant de certaines caractéristiques du bateau. Les caractéristiques prises en compte sont ainsi celles qui permettent d'évaluer la vitesse limite en déplacement, ces bateaux n'étant pas supposés pouvoir déjauger.
La formule de la Jauge universelle conçue en 1903 par Nathanael Herreshoff est : {\displaystyle R={\frac {0.182\cdot L\cdot {\sqrt {S}}}{\sqrt[{3}]{D}}}}
avec pour variables : L=longueur de flottaison (éventuellement corrigée), S=surface des voiles, D=déplacement, R=rating, en unités de longueur.
La formule est basée sur le nombre de Froude, et le fait que la vitesse limite d'une coque en déplacement est atteinte quand la vague générée par son mouvement a une longueur d'onde égale à sa longueur de flottaison. La vitesse limite est proportionnelle à la racine carrée de la longueur de flottaison.
Cette formule est issue des jauges de la Yacht Racing Association de 1895 et 1901 qui avaient été proposées par Robert Edmund Froude.
Dès sa première formule de 1906, appliquée dès 1907, la Jauge internationale se démarque de la Jauge universelle par le fait qu'elle prend en compte des paramètres représentatifs des formes de la carène, et même de la coque, comme le franc-bord et ne tient pas compte directement du déplacement.
{\displaystyle R{\mbox{ metres}}={\frac {L+B+1/3G+3d+1/3{\sqrt {S}}-F}{2}}}

Le périmètre de la chaîne est mesuré comme CG (Chain girth). Le périmètre du contour est mesuré comme SG (Skin girth) en suivant le contour de la coque. Les points de mesure et les correctifs sont précisés dans les règlements de la jauge.

avec pour variables, en unités métriques :
- {\displaystyle L} = longueur de flottaison corrigée (LWL + correctif)
- {\displaystyle B} = maître-bau
- {\displaystyle G} = périmètre de la chaîne
- {\displaystyle d} = différence entre le contour et la chaîne (voir dessin)
- {\displaystyle S} = surface des voiles (surface calculée)
- {\displaystyle F} = franc-bord moyen calculé

La longueur de flottaison du bateau doit être corrigée par la nature de ses élancements qui lui permettent de l'allonger quand le bateau prend de la vitesse. La section de la coque, par exemple au maître-couple, détermine aussi les capacités de vitesse ; plus la coque est fine et moins elle freine l'avancement du bateau.
En consultant par exemple les règles de jauge de la classe des 6 Metre, datant de 2006, on peut apprécier la complexité et la précision des mesures et des contraintes de construction imposées. Les limitations sur la hauteur du mât, entre autres échantillonnages, limitent les excès préjudiciables à la robustesse du bateau ou à la capacité de les faire concourir à armes égales.
Tout l'art des architectes est de dessiner des bateaux exploitant au maximum les contraintes d'une jauge afin d'obtenir les meilleures performances. La Jauge internationale a donc évolué, dans chaque classe qu'elle a permis de définir (des 2 mR aux 24 mR), afin de préserver du mieux possible des règles équitables garantes de potentiels de vitesses comparables.

## Les évolutions de la Jauge internationale

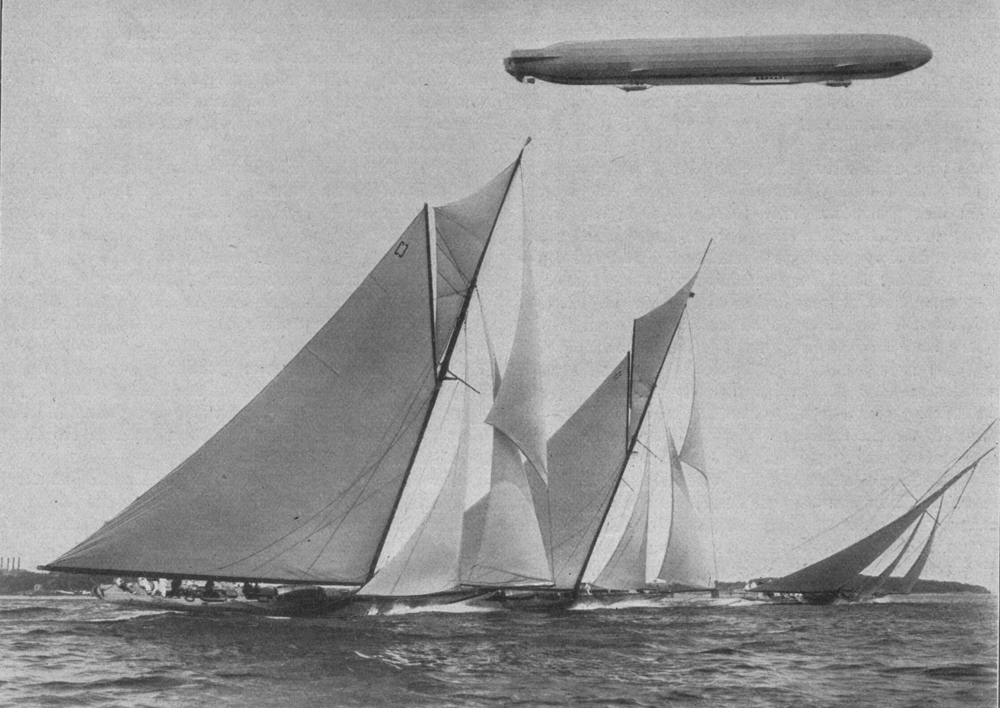
Le 19MJI Octavia en course avec la classe 15MJI (Kiel, 1913)

La formule permettant d'évaluer la longueur des voiliers à la Jauge internationale a évolué, de même que les conditions de mesure des paramètres.
Chaque classe de bateaux à la Jauge internationale possède ses propres règles, évoluant avec l'approbation de l'ISAF. Les grandes étapes de la formule de jauge sont :
- 1906-1919 : la première formule [4]:

{\displaystyle R{\mbox{ metres}}={\frac {L+B+1/3G+3d+1/3{\sqrt {S}}-F}{2}}}
- 1920-1933 : la seconde formule [5]:

{\displaystyle R{\mbox{ metres}}={\frac {L+0.25G+2d+{\sqrt {S}}-F}{2.5}}}
- depuis 1933 : la troisième formule  [6]:

{\displaystyle R{\mbox{ metres}}={\frac {L+2d+{\sqrt {S}}-F}{2.37}}}
La « Jauge internationale », Metre Rule en anglais, n'est plus une jauge internationale, au sens d'une jauge de course agréée par l'ISAF. Chaque classe de voilier (6 mJI, 8 mJI, 12 mJI) considérée comme série internationale, possède ses propres règles agréées par l'ISAF, même si la formule de base de la jauge est inchangée. Les seules jauges internationales sont celles qui sont considérées comme membres de l'ISAF. Il en est de même pour les 5.5 Metre et les 2.4mR.

## Voiliers apparentés à la Jauge internationale

### 5.5 Metre
La classe des 5.5 Metre utilise une formule différente :
{\displaystyle 5.500{\mbox{ metres}}\geq 0.9\cdot \left({\frac {L\cdot {\sqrt[{2}]{S}}}{12\cdot {\sqrt[{3}]{D}}}}+{\frac {L+{\sqrt[{2}]{S}}}{4}}\right)}
élaborée par Charles Nicholson en 1949.

### 5 Metre
La classe des 5 Metre utilise une formule différente :
{\displaystyle 5{\mbox{ metres}}={\frac {L+{\sqrt {S}}-F-B/2}{2}}}

## Les classes de voiliers à la Jauge internationale
Des voiliers de course conformes à la Jauge internationale ont été enregistrés dans les classes suivantes : 23 mètres JI, 19 m, 15 m, 12 m, 10 m, 9 m, 8 m, 7 m, 6 m, 5.5 m et 2.4 m.
Le 2.4 m JI, destiné à la voile handisport, est le dernier né ; une version monotype est série paralympique depuis 2000.
Les classes des 5 m et 5.5 m « JI » sont particulières, du fait de leurs formules de rating différentes. (Voir plus haut.)
Les classes 15 m, 12 m, 10 m, 8 m, 7 m, 6 m et 5.5 m ont été séries olympiques. (Voir Liste des bateaux série olympique en voile.)
Les classes 12 m, 8 m, 6 m, 5.5 m et 2.4 m sont encore des séries internationales en 2009.
Certains 23 m JI ont été reconvertis en classe J. (Voir Liste des Classe J.)